# سیارک ۱۷۷۸۴
سیارک ۱۷۷۸۴ (به انگلیسی: 17784 Banerjee، نامگذاری:1998FF30) هفده هزار و هفتصد و هشتاد و چهارمین سیارک کشف شده‌است که در ۲۰ مارس ۱۹۹۸ کشف شد.
قدر مطلق سیارک برابر ۱۰.۷ است.